# SM-sarja 1963/64
Die Saison 1963/64 war die 33. Spielzeit der finnischen SM-sarja. Meister wurde zum insgesamt dritten Mal in der Vereinsgeschichte Tappara Tampere. Töölön Vesa Helsinki und WU Varkaus stiegen in die 2. Liga ab.

## Modus
In der Hauptrunde absolvierte jede der zehn Mannschaften insgesamt 18 Spiele. Die beiden Erstplatzierten bestritten ein Entscheidungsspiel um den Meistertitel. Die beiden Letztplatzierten stiegen in die 2. Liga ab. Für einen Sieg erhielt jede Mannschaft zwei Punkte, bei einem Unentschieden gab es einen Punkt und bei einer Niederlage null Punkte.

## Hauptrunde

### Tabelle
|     | Klub                 | Sp | S  | U | N  | Tore   | Punkte |
| --- | -------------------- | -- | -- | - | -- | ------ | ------ |
| 1.  | Tappara Tampere      | 18 | 14 | 0 | 4  | 99:46  | 28     |
| 2.  | Koo-Vee              | 18 | 14 | 0 | 4  | 95:54  | 28     |
| 3.  | Ilves Tampere        | 18 | 14 | 0 | 4  | 81:40  | 28     |
| 4.  | Lukko Rauma          | 18 | 9  | 3 | 6  | 91:52  | 21     |
| 5.  | SaiPa Lauritsala     | 18 | 8  | 3 | 7  | 71:66  | 19     |
| 6.  | Karhut Pori          | 18 | 7  | 4 | 7  | 72:68  | 18     |
| 7.  | HJK Helsinki         | 18 | 7  | 2 | 9  | 72:84  | 16     |
| 8.  | TPS Turku            | 18 | 7  | 1 | 10 | 80:60  | 15     |
| 9.  | Töölön Vesa Helsinki | 18 | 3  | 0 | 15 | 43:117 | 6      |
| 10. | WU Varkaus           | 18 | 0  | 1 | 17 | 36:153 | 1      |

Sp = Spiele, S = Siege, U = Unentschieden, N = Niederlagen

### Entscheidungsspiel um den Meistertitel
- Tappara Tampere – Koo-Vee 5:3